# باشگاه فوتبال هارتل پول یونایتد
هارتل پول یونایتد  (به انگلیسی: Hartlepool United F.C) باشگاه فوتبال انگلیسی است که در شهر هارتل‌پول قرار دارد.
باشگاه هارتل پول یونایتد در سال ۱۹۰۸ در انگلیس تأسیس شده‌است.